# Крест «За военные заслуги» (Баден)
Крест «За военные заслуги» — государственная награда Великого герцогства Баден в составе Германской империи.
Крест был учреждён 9 сентября 1916 года, в ходе Первой мировой войны, герцогом Фридрихом Вторым, для поощрения отличившихся лиц, особенно связанных с вооружёнными силами.

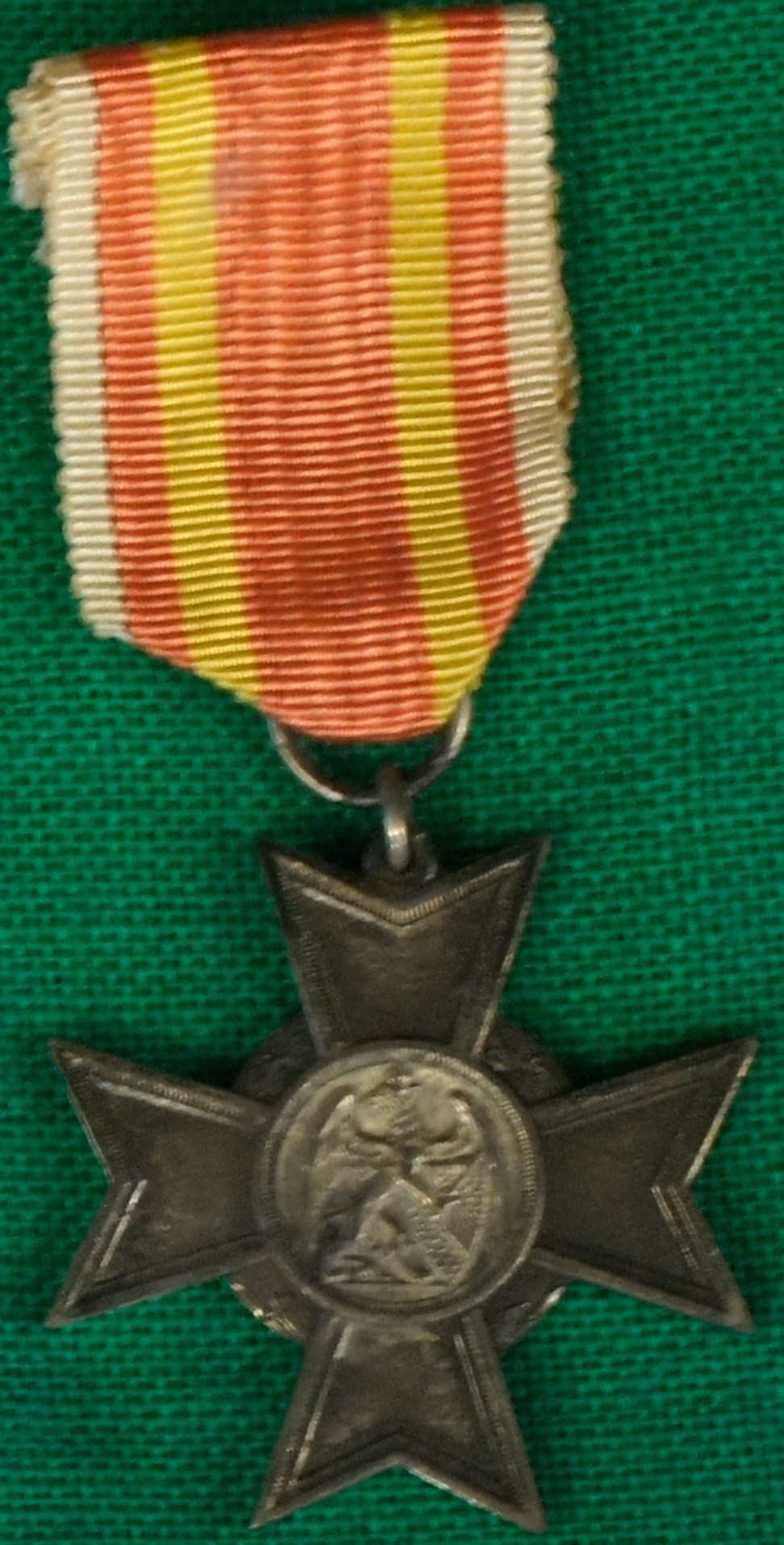

Крест был выполнен из цинка с нестойкой позолотой (большинство дошедших до нашего времени крестов её утратили) и с серебрением центрального медальона, был мальтийским по  форме, в центре аверса монограмма "F" с короной, реверс — герб Бадена, окружённый лавровым венком. 
Награда носилась на красной ленте с двумя желтыми и двумя белыми полосками.